# Nastro cardato

Il nastro cardato esce da una cardatrice

Il nastro cardato, nastro di carda o tops è una banda di fibra tessile, stretta, appiattita e lunga. La produzione del nastro cardato è un passaggio intermedio delle operazioni di filatura nell'industria tessile.

## Procedimento
Dopo la cardatura le fibre districate, ridotte a un sottile strato dove sono disposte in modo abbastanza parallelo, vengono trasformate in un nastro piatto, della larghezza di qualche centimetro, pronto per essere ulteriormente lavorato. 
Le operazioni che subisce sono:
- lo stiro il nastro cardato viene tirato per assottigliarlo
- la pettinatura, si applica solo a fibre lunghe, elimina le fibre corte e lascia quelle rimanenti ben ordinate parallelamente nella direzione in cui si costituirà il filo
- la trasformazione in stoppino, banda di fibre leggermente ritorte di sezione cilindrica, molto più sottile del nastro cardato